# Wilmot (Ontario)
Wilmot es un municipio canadiense situado en la provincia de Ontario.

## Superficie
Wilmot tiene una superficie de 263,81 km².

## Demografía
En 2021, tenía 21 429 habitantes, una densidad poblacional de 81,2 hab./km², y 8035 viviendas.